# Олькова, Ксения Владимировна
Ксения Владимировна Олькова (родилась 10 ноября 1993 года) — российская футболистка (игрок в мини-футбол), универсал. Мастер спорта России международного класса.

## Биография

### Спортивная карьера
Уроженка Тюмени. Занималась спортом с детства, посещала секцию карате. В подростковом возрасте увлеклась футболом, в футбольную секцию при колледже пришла в возрасте 14 лет, а в 18 лет подписала первый контракт. Играла за пензенский мини-футбольный клуб «Лагуна-УОР», была его капитаном. Позже играла за санкт-петербургский клуб «Аврора», в 2020 году вернулась в состав «Лагуны-УОР».
В 2022 году Олькова покинула «Лагуну-УОР». Изначально она намеревалась завершить спортивную карьеру, но после уговоров со стороны тренера петербургского «Кристалла» Андрея Соловьёва перешла в эту команду. Выступала за «Кристалл» в 2022—2024 годах, провела 40 матчей в чемпионате России и забила 8 голов. В 2023 году играла за нижегородскую «Норманочку» на клубном Кубке мира среди женщин в Бразилии, заняла 4-е место.
За сборную России по мини-футболу Ксения Олькова сыграла 74 матча и забила 13 голов. Дебютировала 5 февраля 2013 года в товарищеском матче против Венгрии. Участница двух экспериментальных чемпионатов мира 2014 и 2015 годов, завоевала в 2015 году в Гватемале серебряные медали чемпионата мира, победив в полуфинале Португалию и уступив в финале Бразилии. В 2018 году выиграла чемпионат мира среди студентов, играя за команду Института физической культуры и спорта Пензенского государственного университета; в 2016 году завоевала серебро на ещё одном студенческом чемпионате мира. Бронзовый призёр чемпионата Европы 2019 года.

### Вне спорта
В 2013 году Олькова окончила Западно-Сибирский государственный колледж с отличием и дипломом «учитель физической культуры с дополнительной подготовкой в области спортивной тренировки», в 2017 году — Тюменский государственный университет, институт физической культуры и спорта. В 2020 году поступила в магистратуру РГПУ им. А.И. Герцена по специальности «Образование в области физической культуры и спорта».
Бабушка по материнской линии — директор сельской школы. Дед участвовал в Великой Отечественной войне. Любимые книги: «Повесть о настоящем человеке» (Борис Полевой), «Свет в окошке» (Святослав Логинов), «Идиот» (Фёдор Достоевский), «Мартин Иден» (Джек Лондон), «1984» (Джордж Оруэлл).
Посол проекта «Резидент Столицы финансовой культуры» (город Нижний Новгород).

## Достижения
- Чемпионка России (10 раз, на 2023 год)[8]
- Обладатель Кубка России: 2015[13], 2020[2][6]
- Обладатель Суперкубка России: 2023[8]
- Чемпионка мира среди студентов: 2018[2][4]
- Серебряный призёр чемпионата мира: 2015[2][4]
- Бронзовый призёр чемпионата Европы: 2019[2]